# Trossingen
Trossingen là một thị xã trong bang Baden-Württemberg, nước Đức. Thị xã này nằm ở khu vực có tên gọi Baar, giữa Swabian Alb và rừng Đen. Stuttgart nằm cách thị xã này khoảng 1 tiếng đồng hồ đi xe con, hồ Constance cách thị xã khoảng nửa tiếng đi xe hơi, nguồn sông Danube cách thị xã khoảng 20 phút đi xe hơi.
Trossingen nổi tiếng là "thị xã âm nhạc". Thị xã có 'Đại học âm nhạc Trossingen' .

## Kết nghĩa
- Cluses, Pháp
- Beaverton, Oregon, Hoa Kỳ
- Windhoek, thủ phủ Namibia